# Formigueret ala-roig meridional
El formigueret ala-roig meridional (Herpsilochmus rufimarginatus) és una espècie d'ocell de la família dels tamnofílids (Thamnophilidae).

## Hàbitat i distribució
Habita la selva pluvial, a les terres baixes de l'est i sud-est del Brasil, est del Paraguai i nord-est de l'Argentina.